# Билингс
Билингс (енгл. Billings) град је у САД у савезној држави Монтана. По подацима из 2008. године у граду је живело 103.994 становника.

## Географија
Билингс се налази на надморској висини од 952 m.

## Демографија
По попису из 2010. године број становника је 104.170, што је 14.323 (15,9%) становника више него 2000. године.
|                   | 2010.            | 2000.           |
| Укупно            | 104 170 (100,0%) | 89 847 (100,0%) |
| Белци             | 90 503 (86,88%)  | 80 770 (89,90%) |
| Остали            | 7 345 (7,051%)   | 4 291 (4,776%)  |
| Хиспаноамериканци | 5 456 (5,238%)   | 3 758 (4,183%)  |
| Азијати           | 778 (0,747%)     | 533 (0,593%)    |
| Афроамериканци    | 88 (0,084%)      | 495 (0,551%)    |

## Партнерски градови
- Кемерово